# Aldo Novarese
Aldo Novarese (né le 29 juin 1920 à Pontestura, dans la province d’Alexandrie, au Piémont et mort le 16 septembre 1995  à Turin) est un typographe et créateur de caractères italien. Il a notablement créé les polices de caractères Augusia, Eurostile, Delta, Elite et Fenice.
Il est l’auteur éponyme d’une classification des polices de caractères en dix familles, suivant le même principe que la classification Thibaudeau, proposée en 1956.

## Biographie
Aldo Novarese nait en 1920 à Pontestura, mais sa famille déménage rapidement à Turin, son père étant agent des douanes. En 1930, il commence dans cette ville des études à la Sculoa Artieri Stampatori, où Francesco Menyey lui fait découvrir la typographie, la lithographie, les gravures sur cuivre et sur bois.
Il étudie ensuite trois ans dans la Scuola di Tipographica Paravia, une école de typographie. Il est formé par le créateur de caractères italien Alessandro Butti (en). Ce dernier le fait entrer à 16 ans en tant que dessinateur dans le studio Nebiolo.
En 1938, il remporte une médaille lors de la compétition artistique des Ludi Juveniles, organisée par le gouvernement fasciste ; elle lui évite les travaux forcés, un an plus tard, lorsqu’il est emprisonné pour son opposition à la guerre. Il rejoint plus tard les partisani, la résistance anti-fasciste, et lutte contre les troupes allemandes.
À la fin de la guerre, il enseigne la typographie, puis retourne chez Nebiolo, dont il devient le directeur artistique dans les années 1950, place qu’il occupera jusqu’en 1975, lorsqu’il quitte l’entreprise.
Il devient alors créateur de caractères en indépendant, travail par lequel il acquiert sa réputation internationale. Il continue à travailler jusqu’à sa mort en 1995, ayant juste achevé la Agfa Nadianne.

## Classification Novarese
- Lapidari
- Medioevali
- Veneziani
- Transizionali
- Bodoniani
- Ornati
- Egiziani
- Lineari
- Fantasie
- Scritti

## Polices de caractères
- 1943[2] : Landi Linear
- 1945[2] : Athenaeum (avec Alessandro Butti)
- Central[2]
- 1949[3] ou 1951[2] : Normandia (avec Alessandro Butti)
- 1951[3] : Augustea (avec Alessandro Butti)
  - Augustea Open[4]
  - EF Augustea Open[4]
- 1952[2],[3] : Microgramma (avec Alessandro Butti)
  - Microgramma Extended[4]
  - Linotype Microgramma Medium Extended[4]
  - EF Microgramma Medium Extended[4]
- 1954[2] : Cigno
- 1954[2] : Fontanesi
- 1954[3] ou 1955[2] : Juliet
- 1955[2] : Ritmo Bold[4]
- 1955–1958[2] : Egizio[4]
  - Egizio Condensed[4]
  - Linotype Egizio Condensed[4]
  - EF Egizio Condensed[4]
- 1956[2],[3] : Garaldus
- 1957[2],[3] : P22 Slogan[4]
- 1958–1961[2] : Recta
- 1961[2],[3] : Estro (Profonts)[4]
- 1962[2],[3] : Eurostile[4]
  - Eurostile (URW)[4]
  - Eurostile Condensed[4]
  - Eurostile Heavy[4]
- 1966[2],[3] : Forma
- 1966[2],[3] : Magister
- 1967[2],[3] : Metropol
- 1968[3] : Delta
- 1969[3] : Elite
- 1971[2] : Stop[4]
  - Stop (URW)[4]
  - EF Stop[4]
  - MN Stop[4]
- 1974[3] : Dattilo
- 1977[2] : Lapidar BQ[4]
- 1977–1980[2] : Fenice
  - ITC Fenice[4]
  - ITC Fenice (EF)[4]
- 1978[2],[3] : Novarese
  - ITC Novarese[4]
  - ITC Novarese (EF)[4]
- 1981[3] ou 1983[2] : Expert
- 1984[2] : ITC Symbol[4]
  - ITC Symbol (EF)[4]
  - ITC Symbol Medium (EF)[4]
- 1984[2] : Colossalis BQ[4]
- 1985[2] : ITC Mixage
  - ITC Mixage Book[4]
  - ITC Mixage Book (EF)[4]
  - ITC Mixage Book (Linotype)[4]
  - ITC Mixage Medium[4]
  - ITC Mixage Medium (EF)[4]
  - ITC Mixage Medium (Linotype)[4]
- 1989[2] : Arbiter BQ[4]
- 1995[4] : Nadianne[2]
  - Agfa Nadianne[4]
  - Agfa Nadianne Condensed[4]

## Récompenses
Il a reçu plusieurs récompenses, dont :
- le prix du Concours du Progresso Grafico, en 1949 ;
- le premier prix de la Rassagna Grafica, en 1953 ;
- la Médaille d’or Mario Gromo, en 1965 ;
- le premier prix ITC de New York, en 1966.